# Russlandberichterstattung in Deutschland
Die Russlandberichterstattung in Deutschland setzte mit der Wiederaufnahme geregelter diplomatischer Kontakte unter Zar Peter dem Großen gegen Ende des 17. Jahrhunderts ein. Bis zum russischen Überfall auf die Ukraine wurde die Russlandberichterstattung in Deutschland von über 40 Korrespondenten vor allem aus der russischen Hauptstadt Moskau getragen. Das Interesse von Deutschen an Russland gilt als vergleichsweise stärker ausgeprägt als in anderen europäischen Ländern.

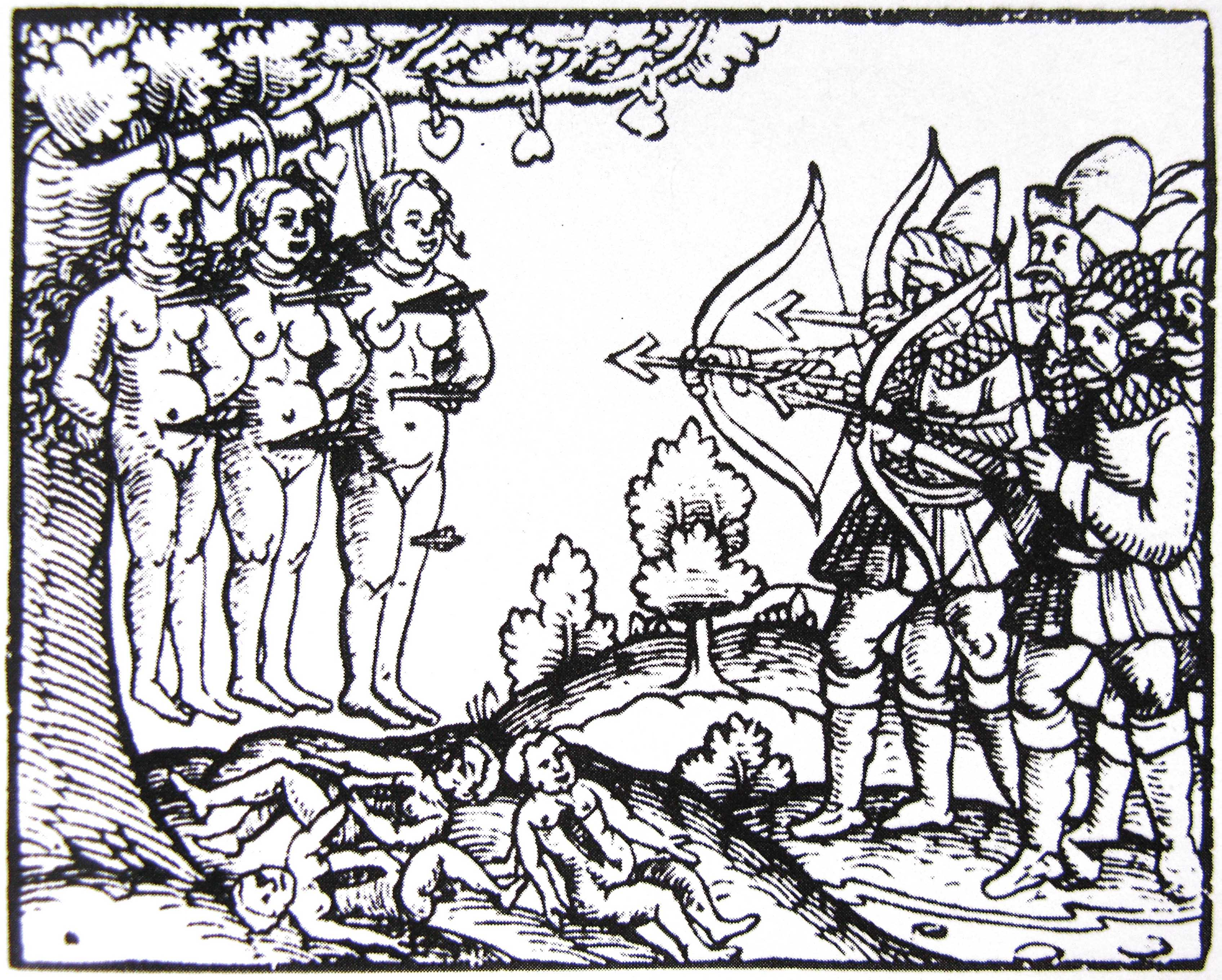
Ausschnitt eines deutschen Flugblatts, das 1561 in Nürnberg erschien und russische Kriegsgräuel in Livland darstellt

## Geschichte

### Erste Phase

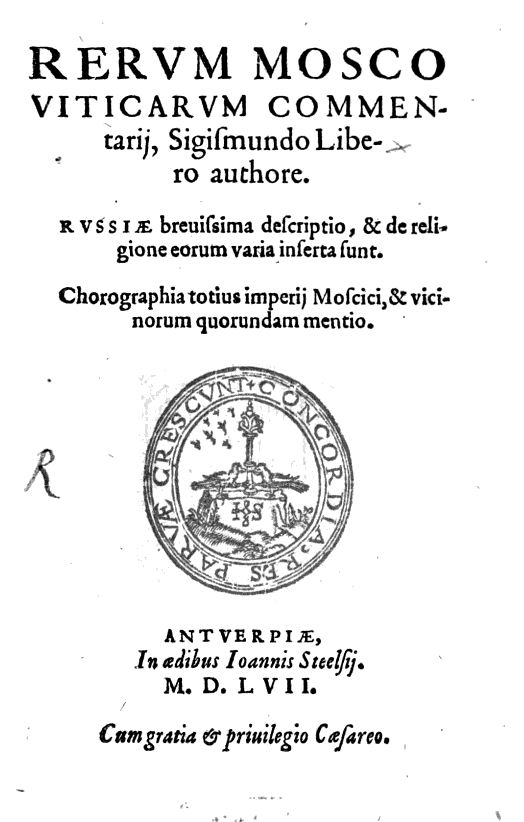
Titelseite des Buches Rerum Moscoviticarum Commentarii

Die Mongolische Invasion der Rus von 1237 bis 1240 schnitt für 200 Jahre alle Verbindungen der Russen zum Westen ab. Nur die Nordost-Rus blieb durch den Ostseehandel mit der Hanse für westeuropäische Kontakte und Einflüsse offen, so dass westliche Berichte über die russischen Länder in diesem Zeitraum kaum vorhanden sind. Ein erster deutscher Berichterstatter war Johannes Schiltberger, der „deutsche Marco Polo“, der sachlich knapp und stilistisch anspruchslos die Rus beschrieb. Sein Reisebuch wurde in der zweiten Hälfte des 15. Jahrhunderts gedruckt. Dennoch blieb das Wissen über diese Gebiete bruchstückhaft. Die Schedel’sche Weltchronik von 1493 berichtete „Die Reussen stossen an die Litauer ein grobs ungeschikts volck.“ Als sich die Rus unter Vorherrschaft Moskaus gegen Ende des 15. Jahrhunderts von der Tributherrschaft der Tataren befreien konnte, schickten die Regenten des Heiligen Römischen Reiches binnen weniger Jahre Gesandte mit politischen Weisungen nach Russland. Die ersten verbreiteten Berichte dieser Zeit stammen aus den auf Deutsch übersetzten Werken Johann Fabris und Paolo Giovios von 1525. In ihnen war das Moskauer Fürstentum zum ersten Mal das Hauptthema. Beide Schriften dienten bis zur Mitte des 16. Jahrhunderts als zugänglichste Quellen für dieses Reich, das von den erwähnten Autoren in einem vorteilhaften und etwas idealisierten Licht vorgestellt wurde. Giovio und Fabri nahmen das Großfürstentum Moskau als potentiellen Verbündeten wahr und beschrieben es als eine Kraft, an die man sich im Kampf gegen die äußeren und inneren Gefahren um Hilfe wenden konnte – vor allem gegen die osmanische Eroberung und den Protestantismus. Der erste deutsche Russlandbericht der Neuzeit stammt von Sigismund von Herberstein, der im Dienst der Habsburger Krone zweimal nach Polen und in das Großfürstentum Moskau reiste (1516–1518 und 1526/27). Herberstein bevorzugte das polnisch-litauische Reich, Russlands damaligen Gegner, und strebte danach, das Bild, das von seinen Vorgängern in den Publikationen der 1520er- bis 1540er-Jahre gezeichnet worden war, in Frage zu stellen und es zu verspotten. Sein Bericht Rerum moscoviticarum commentarii bestimmte das Russlandbild der Deutschen für lange Zeit. Sein Buch war ein großer Erfolg und bis 1600 erschienen insgesamt 20 Auflagen, davon sieben in deutscher Sprache.
Obwohl die erwähnten Werke im 16. Jahrhundert in vielen Auflagen erschienen, waren es dennoch erst die Russlandschriften der zweiten Hälfte des 16. Jahrhunderts, die Nachrichten über den Moskauer Staat einer größeren Öffentlichkeit vermittelten. Im Heiligen Römischen Reich deutscher Nation gab es zu dieser Zeit noch keine modernen periodisch erscheinenden Zeitungen, doch hatte sich eine Frühform der Presse, die Flugschriften oder „Neuen Zeitungen“, voll entwickelt. Die Russlandbücher dieser Zeit erschienen mit großem Abstand zu den Ereignissen und erreichten nur ein kleines Publikum, während hingegen die Flugblätter eine verhältnismäßig große Zahl an Lesern erreichten, jedoch rasch veralteten und in Vergessenheit gerieten. In der zweiten Hälfte des 16. Jahrhunderts erschienen rund 100 Schriften im Druck, die sich mit dem Livländischen Krieg und der Innenpolitik Iwans IV. beschäftigten. Die Berichtenden wie Heinrich von Staden vermittelten so wertvolle Einblicke in die Zeit der Opritschnina. Die Russlandbücher und die deutschen Flugblätter gingen auf die Initiative der mit Russland kriegführenden Nachbarn Livland und Polen-Litauen zurück. Ziel war es nicht etwa, ein vollständiges und ausbalanciertes Bild des Moskauer Staates zu zeichnen, sondern im Auftrag des Heiligen Römischen Reiches Russland im Lichte seiner Gegner Livland und Polen-Litauen darzustellen. Die Flugschriften schildern insbesondere die Heere, die Bewaffnung und die Kriegsgräuel der in russischen Diensten stehenden Tataren, wodurch die barbarische, asiatische Wesensart der Russen betont wurde. „Der Russe“ wird dabei als schlauer, treuloser und vertragsbrüchiger Politiker charakterisiert. Neben dieser negativen Einschätzung tritt immer wieder der Respekt der militärischen Macht der Russen hervor. Insgesamt sind die deutschen Flugschriften mit extremen Schlagwörtern gegen die unbekannten Russen belegt, während die polnischen Vorlagen einen wesentlich gemäßigteren Ausdruck führten, weil sie die ihnen besser bekannten Russen nicht mit dergleichen Klischeevorstellungen belegen konnten.

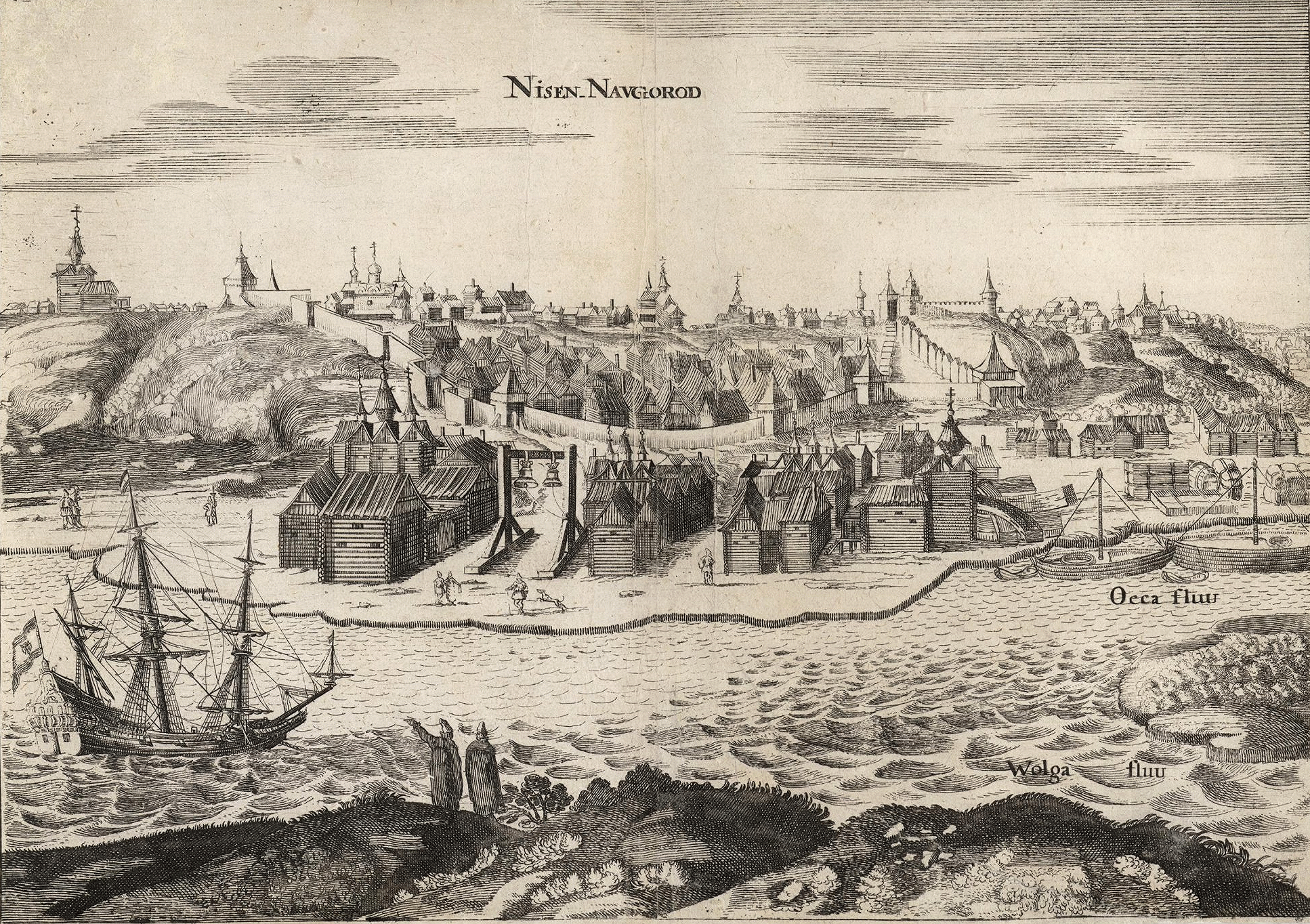
Zum Erfolg des Reiseberichts Moskowitische und persische Reise: die holsteinische Gesandtschaft 1633–1639 trugen die vielen Illustrationen bei, von denen sich 60 auf Russland beziehen.

Die Verachtung der autokratischen Herrschaftsform bestimmte auch die Russlandberichte aus der zweiten Hälfte des 16. Jahrhunderts. Der damalige Zar Iwan IV. wurde als stolz, hinterlistig, argwöhnisch, jähzornig und grausam beschrieben. Durch die ausführliche Schilderung seiner zahlreichen Gewalttaten wurde die Moskauer Autokratie als tyrannische Willkürherrschaft charakterisiert. Hingegen fand die frühe Reformperiode Iwans IV. in den Berichten kaum Eingang. Wirtschaft, Recht und Gesellschaft wurden kaum thematisiert; dagegen stieß die orthodoxe Religion im von Glaubenskämpfen geprägten Deutschland auf Interesse. Ähnlich wie der Herrscher, wurde auch das Volk mit mehrheitlich negativen Zügen versehen. Die Russen erschienen als grobe, ungebildete Barbaren, als grausame und sittenlose Trunkenbolde. Ihre Genügsamkeit, Frömmigkeit, Geduld und ihr Gehorsam wurden hingegen als positiv dargestellt.

### Vorpetrinische Phase
Mit dem Ende des Livländischen Krieges endet auch die erste Phase der intensiven deutschen Russland-Publizistik. Die Zahl der Augenzeugen ging durch das einsetzende innenpolitische Chaos in Russland und den im deutschen Raum ausgebrochenen Dreißigjährigen Krieg in der Folge zurück. Hatte es bis 1613 noch 35 Russlandbücher gegeben, so kamen von 1613 bis 1689 lediglich drei neue Ausgaben hinzu. Die zahlreichen Neuauflagen älterer Berichte und die geringe Anzahl neuer Publikationen bestätigten die vorgegebenen Muster, die fortan das Bild von Russland bestimmten. So brachten die Russlandberichte aus der Zeit der Wirren zwar eine Reihe neuer Informationen, aber keine Änderung der negativen Darstellung.
Herausragend in dieser Zeit ist der 1647 veröffentlichte Reisebericht von Adam Olearius. Der Gelehrte begleitete die Gesandtschaft des Herzogs Friedrich III. von Holstein über Moskau nach Persien (1633–1635 und 1635–1639). Das Buch wurde zu einem Bestseller. Neben fünf deutschen Ausgaben erschienen fünf holländische, vier französische, drei englische und eine italienische. Selbst im ersten Drittel des 18. Jahrhunderts setzte sich der Erfolg fort mit vier weiteren französischen Ausgaben. Der Protestant Olearius zeichnete ein sehr facettenreiches Bild von Russland, kam jedoch bei der Schilderung der strengen Abgrenzung zwischen den Ausländern und den einheimischen Russen auf die bekannten negativen Stereotype zurück. So schilderte er den verwerflichen Charakter der Russen, ihr unsittliches Tun und ihre mangelnde Kenntnis in wissenschaftlichen und religiösen Fragen. Die wenigen positiven Charaktereigenschaften wurden in seinem Werk sofort wieder relativiert. Die weite Verbreitung des Werkes festigte das seit dem Livländischen Krieg vorhandene negative Russlandbild.
Die Russlandbücher dienten wiederum als Vorlage für die als Lehr- und Handbücher konzipierten Werke der Staatenkunde. Diese Schriften waren für Universitäten, Gymnasien und Ritterakademien bestimmt und erreichten ein noch größeres Publikum. Unter den zahlreichen Ausgaben ragte das Oribs politicus von Georgius Hornius aus dem Jahr 1667 hervor, das in den folgenden Jahrzehnten mehrere Dutzend Neuauflagen erreichte. In dem Werk wird Russland als ein Staatswesen beschrieben, das in seiner Struktur wenig mit Europa gemein hat. Die Russen werden als versklavte und ungebildete Diener betrachtet.

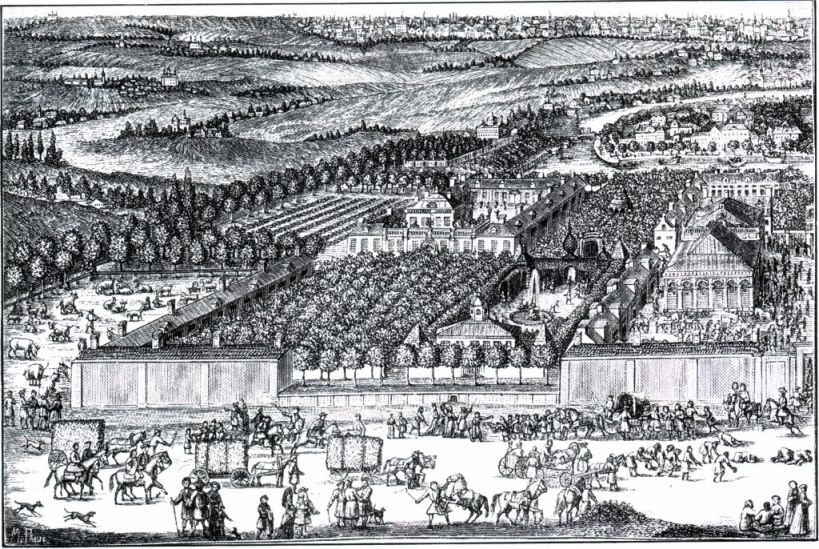
Die Nemezkaja Sloboda, die deutsche Vorortsiedlung in Moskau im 17. Jahrhundert

Die geringe Berichterstattung und der allgemeine Russlandtenor wurden in der zweiten Hälfte des 17. Jahrhunderts durch das immer stärker werdende Medium Zeitung korrigiert. Deutschland galt als das führende Zeitungsland, 50 bis 60 deutschsprachige Zeitungen warben zugleich um die Leserschaft mit einer durchschnittlichen Auflage von 350 bis 450 Exemplaren pro Zeitung und Woche. Die anstehende Europäisierung Russlands in der Zeit des vorpetrinischen Russlands, wurde in über 9500 Zeitungsberichten ausführlich behandelt. Insbesondere der Zar Alexei I. wurde in seiner 31-Jährigen Herrschaft zunächst distanziert, dann mit Respekt und schließlich mit offenkundiger Sympathie beschrieben. Seit den 1660er-Jahren war Russland nun auch an das europäische Postnetz angebunden, so dass immer mehr Korrespondenzen aus Moskau Eingang in die deutsche Presse fanden.

### Petrinische Epoche
Die Petrinischen Reformen wurden in deutschen Zeitungen ausführlich beschrieben. Deutsche Zeitungsleser konnten sich über die Wandlung Russlands von einer asiatischen Despotie, zu einem modernen absolutistischen Staat informieren. Die Redakteure akzeptierten die Annäherung Russlands an Westeuropa und berichteten dementsprechend positiv über die Veränderungen. Allerdings wurde der russische Volkscharakter weiterhin als der einer Sklavennatur, trunksüchtig und wild, gezeichnet.
Verfasst wurden diese Berichte vor allem durch westliche Ausländer in russischem Dienst, welche die Reformbemühungen unterstützten. Im Gegensatz zu den vormaligen, als Russlandberichterstatter fungierenden Diplomaten, waren sie durch ihre langjährigen Aufenthalte wesentlich vertrauter mit Land und Leuten. Die Bewohner der deutschen Vorortsiedlung Nemezkaja Sloboda lieferten von hier aus regelmäßig Nachrichten über Russland in den deutschsprachigen Raum. Peter I. hatte schon in seiner Jugend oft die deutsche Ausländervorstadt besucht und Kontakte aufgebaut und erhielt somit von Beginn an eine positive Berichterstattung. Jede seiner Handlungen fand ein starkes publizistisches Echo. Insbesondere das Hofleben Peters, das von keinem Protokoll begrenzt wurde, wurde beschrieben. Dementsprechend erweiterten sich die Vorstellungen von dem Land und seinen Einwohnern in Deutschland.
Um 1700 standen den Bewohnern des deutschsprachigen Raumes einerseits aktuelle Berichte über die Modernisierungen und Veränderungen im Russischen Reich zur Verfügung, andererseits fanden noch immer die Russlandbücher älteren Datums Verwendung, die immer wieder neu aufgelegt wurden. Dies beruht darauf, dass das Medium Zeitung nur einen kleinen tagesaktuellen Ausschnitt beschreiben konnte, während die Russlandbücher einen allumfassenden zeitlosen Blick auf das Reich geben sollten. Dies führte zu großen Gegensätzen in der Berichterstattung, wobei Russland sowohl als archaisch und barbarisch, wie als modern westlich geschildert wurde. In der folgenden Kriegszeit führte die militärische Konstellation zu einer einseitigen Berichterstattung. Nach Ausbruch des Großen Nordischen Krieges und besonders in den ersten Jahren konnten die deutschen Leser wenig von der russischen Seite erfahren, da der russische Kriegsgegner effektiv die Nachrichtenströme aus Moskau unterband. Gleichzeitig verstanden es die Schweden ihrerseits, fingierte Berichte über die barbarische Grausamkeit der Russen in deutsche Zeitungen zu bringen. So wurden die Russen als Störenfriede dargestellt, die allein entschieden, wann im Norden Frieden herrsche. Es dominierte die Angst vor der Weite und den unermesslichen Ressourcen des Landes. So sollten die Zeitungsleser eingeschüchtert und gegen die Russen eingenommen werden. Die Schweden versuchten zudem über Schmähschriften eine antirussische Stimmung zu erzeugen. Peter I. erkannte die Bedeutung der Zeitungen als ein die Meinung bildendes Medium und betraute Heinrich von Huyssen damit, die schwedische Polemik mit Gegenpropaganda wirkungslos zu machen. Durch seine enge Bekanntschaft mit der Leipziger Gelehrtenfamilie Mencke konnte er weitreichenden Einfluss erlangen. Die Monographie Relation vor dem gegenwärtigen zustande des Moscowitischen Reiches, die er unter einem Pseudonym veröffentlichte, bildete den Auftakt zu einer neuen Bewertung Russlands. Von jetzt an verfolgten die Russlandbücher das Anliegen, aktuelle Informationen und Russlandbilder zu vermitteln.

### Zeit der Aufklärung

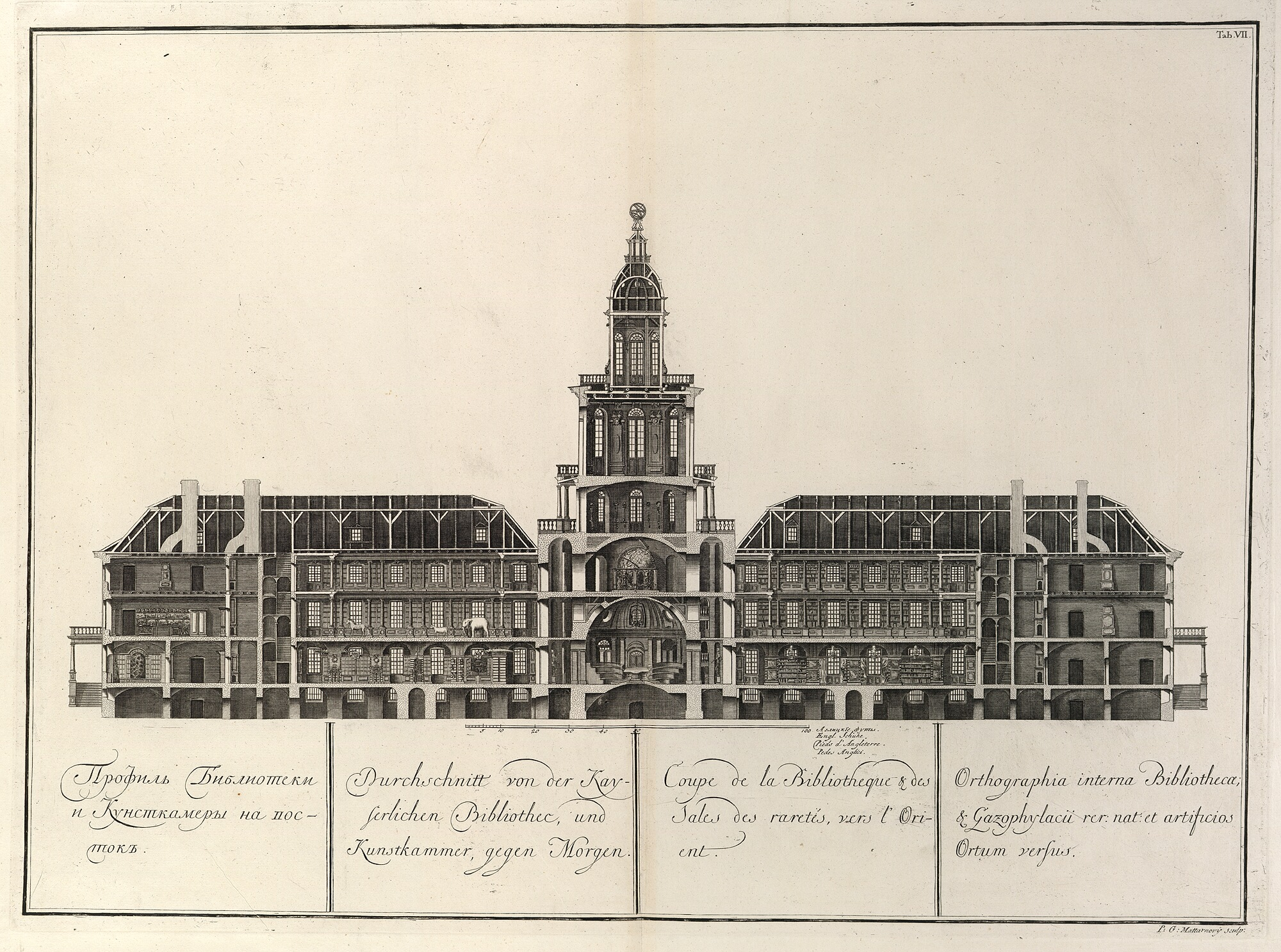
Viele deutsche Russlandberichterstatter im 18. Jahrhundert hatten einen direkten Bezug zur neugegründeten Russischen Akademie der Wissenschaften.

Ein neuer Abschnitt der Russlandberichterstattung begann mit der Schrift des hannoverschen Diplomaten Friedrich Christian Weber, Das veränderte Russland, die 1721 in Frankfurt erschien. Seine Beschreibung ist vielfältig, sehr präzise und hatte bis in die 1760er-Jahre Einfluss auf die deutsche Russlandpublizistik. Wie bei den älteren Russlandbüchern wird zwar weiterhin ein negativer Wertekanon gegenüber den Russen angebracht, doch kommen eine Reihe positiver Wesensmerkmale hinzu, die wiederum in Bezug zu Peter I. gesehen werden, der „aus einer Herde unvernünftiger Tiere Menschen“ gemacht habe. Durch seine konsequente Bezeichnung der Menschen als Russen und des Reiches als Russland, half seine Publikation die in der Russlandberichterstattung übliche Bezeichnung Moskowiter oder Moskowien zu verdrängen, die bereits eine negative Konnotation erhalten hatte.
Diese gezeichnete sowohl positive als auch negative Berichterstattung setzte sich in den 1740er-Jahren fort. Ein Artikel des Zedlers Universallexikons aus dieser Zeit äußerte sich hierzu folgendermaßen:

„Die rühmlichen Anstalten des Zaren Peter I., wie auch seiner Nachfolger und die von den Russen in die Europäischen benachbarten Lande geschehene Reisen, sowohl als Menge der nach und nach dahin berufenen Ausländer haben dieser Nation eine gänzliche Veränderung verursacht […] und die Manier zu leben nach der übrigen Europäischen Nationen Sitten eingerichtet.
Sonsten gibt man dieser Nation Schuld, dass die meisten unter Ihnen misstrauisch, hochmütig, verräterisch, hartnäckig und von Natur aus grausam wären. Im Handel und Wandel bezeigten Sie zwar eine große Listigkeit, hielten sich es aber vor eine Ehre, wenn Sie jemanden betrügen könnten. Im übrigen sind sie zu Erlernung aller Wissenschaften geschickt, unermüdet und aufmerksam, wovon sie bisher viele Proben mit Verwunderung der ganzen Welt abgelegt haben, wiewohl das meiste dem Zaren Peter I. zuzuschreiben ist, welcher durch eine erstaunenswürdige Geduld und Eifer die Unterrichtung dieser unerfahrenen Nation unternommen und glücklich ausgeführt hat.“

Das Interesse deutscher Aufklärer für Russland und sein Kulturleben führten zu immer mehr Berichten in Zeitschriften oder einmaligen Publikationen im weiteren Verlauf. Die Zahl der Berichte schwankte während der Kriege, vor und nach den vielen Palastrevolutionen dieser Zeit wurde viel mehr publiziert. Die vielen Deutschen, die nun in Russland einwanderten, veränderten den Tenor in der Russlandberichterstattung erheblich, er wurde differenzierter. Die neue Generation der Berichtenden waren nun Teil des Geschehens in Russland und ergriffen für oder gegen das Land Partei. Es herrschte ein fast uneingeschränkter Optimismus unter den Freunden des Landes, die in Russland einen Verbündeten sahen. In dem Tenor brachte August Ludwig von Schlözer 1769 den Titel Das neuveränderte Russland heraus, in Anspielung zu der Ausgabe von Weber aus dem Jahr 1721. Dagegen versuchten die Gegner Russlands, das Land als einen potenziellen Feind darzustellen und malten ein grässliches, düsteres und verachtungswürdiges Bild von Russland.
Für die Zeitschriften der 1780er- und 1790er-Jahre war Russland bereits ein fester Bestandteil Europas, wenn auch noch immer für manchen Autor fremd und sonderbar: so empfanden es Schubert, Wieland und die Berliner Aufklärer, ebenso Schiller und Goethe. Die farbenreiche Palette der Bilder, die in den Russlandberichten am Ende des 18. Jahrhunderts auftauchten, reichten von hass- und angsterfüllten Verzerrungen bis zu enthusiastischen Lobpreisungen. Diese Spanne vermittelten zu dieser Zeit die literarischen Zeitgenossen Joseph von Görres und August von Kotzebue am besten.

### Während und nach der Französischen Revolution
Im Zuge der Französischen Revolution begann die Ära der Nationalstaaten, der nationalen Freiheitsbewegungen, bald gefolgt von der Terrorherrschaft. Die Ereignisse in Frankreich lösten Ängste und Sorgen in den deutschen Staaten aus. Doch obwohl Russland als der größte Gegner des französischen Kaiserreichs erschien, waren liberal und demokratisch gesinnte Publizisten meistens russlandfeindlich gesinnt. Schon 1791 erschien in Leipzig ein gegen Russland gerichtetes Buch, das von dem schwedischen König Gustav III. verfasst wurde. Er vertrat darin die Meinung, dass der aggressive russische Despotismus sich auch gegen die deutsche Freiheit richtet. Auch Ernst Ludwig Posselt, Georg Friedrich Rebmann und Joseph von Görres wetterten gegen das Russische Reich, als den Hort der Despotie. Posselt zeichnet in seinen Europäischen Annalen von 1796 das Bild eines Kolosses, der in „fürchterlicher Mischung die Stärke der Wildheit mit allen Künsten der Aufklärung paart“. Rebmann schilderte Russland in seinem Werk Das Neueste Graue Ungeheuer von 1797 als „eine asiatische Macht, deren Scharen die Hunnen unserer Zeit sind.“ Görres geriet in seiner Ausgabe „Rothes Blatt“ in Panik vor dem „Koloss aus Schnee, Eis und Blut zusammengeknetet“ und „zusammengehalten aus Knute und Schrecken“. Dagegen glaubten andere konservative Patrioten, dass nur Russland die deutschen Staaten vor den französischen Horden retten könnten. In diesem Sinne schrieb Karl Wilhelm von Byern seine Broschüre Was kann man von Russland in den jetzigen kritischen Zeitumständen zum Wohl der Menschheit erwarten.
Auch Ernst Moritz Arndt, nationalistischer Lyriker in der Epoche der Freiheitskriege, veröffentlichte 1805 im Nordischen Controlleur einen Russlandartikel. Er urteilte wie die anderen vorhergenannten von der Höhe eines selbstsicheren Halbwissens herab:

„Die Russen sind in der Art, wie sie das bisschen Kultur erhalten haben, was man ihnen zugestehen will, sehr unglücklich gewesen. Der Anfang der russischen Kultur und Verfeinerung traf das arme Volk im tiefsten Koth der Sklaverei, es steht noch immer darin und obgleich Volksmenge und Macht gewachsen, obgleich große Städte und Festungen und Häfen gebaut sind, kein Bürgerstand, kein Bürgersinn hat in dem unglücklichen Lande bis jetzt gedeihen wollen. Sklavenluft weht noch immer über das weite Reich und Knechtfaulheit und Sorglosigkeit lässt weder unten noch oben das Edlere gedeihen.“

Nachdem Arndt 1812 selbst nach Russland ging und sich vor Ort ein Bild machen konnte, bereute er seine vormaligen Ansichten. Auch andere berühmte Freiheitskämpfer wurden aus ihrem ständischen Bewusstsein heraus oft zu Fehlwahrnehmungen verleitet. Es gab neben diesen sehr negativen und in vielen Fällen maßlos überzogenen Berichten auch weiterhin Berichterstatter in Russland, die ein positives, von Verständnis und Sympathie geprägtes Bild vermittelten. Ein bekannter Vertreter war Johann Gottfried Richter. Richter schwärmte von den Russlandbegeisterten am meisten. Doch auch ernste und nüchtern überlegende Publizisten waren Russland gewogen und sahen in Russland einen mächtigen Staat.
Die Niederlage von Napoleons Grande Armée 1812 in Russland löste eine Flut publizistischer und poetischer Bekenntnisse zu Russland aus. Deutsche Journalisten und Lyriker feierten darin die Selbstaufopferung Moskaus, die russischen Soldaten und das russische Volk.

### Zeit der Heiligen Allianz
Durch die Restaurationspolitik im Zuge des Wiener Kongresses wurden die Hoffnungen der Liberalen und Patrioten enttäuscht. Österreich, Preußen und Russland bildeten eine Heilige Allianz, welche die politischen Verhältnisse sichern sollte. Die zunehmende Polizeigewalt und Missernten verursachen Verbitterung und Wut bei den Armen und Bürgern im Deutschen Bund. Es wurden daraufhin alte Feindbilder wiederbelebt und neue entdeckt. So hieß es, der russische Kaiser und die Juden seien an allem schuld. So schützten russische Truppen die deutschen Fürsten, während Napoleon den Juden Bürgerrechte verlieh und die jüdische Emanzipation förderte.

### Vom Siebenjährigen Krieg bis zum Ersten Weltkrieg
Seit der Mitte des 18. Jahrhunderts stand Russland im Mittelpunkt der preußischen und später deutschen Außenpolitik. Dieser Zeitpunkt markiert auch den Beginn der russischen Einflussnahme auf innenpolitische Debatten in Deutschland.
Die Beziehungen zwischen Russland und Preußen im 18. Jahrhundert, die Teilnahme der Deutschen am Feldzug Napoleons gegen das Russische Reich anno 1812, sowie die beiden Weltkriege im 20. Jahrhundert, führten in Deutschland zu einem widersprüchlichen Russlandbild. Einerseits konnten die deutschen Soldaten und Zivilisten im Kriegsgeschehen auch eine differenziertere Sicht auf das russische Volk gewinnen: es waren die hilfsbereiten, „naiven“, „religiösen“, „schlauen“, „mutigen“, „extrem armen“, „staatstreuen“, aber „fatalistischen“ russischen Bauern und Einwohner Moskaus, mit denen die deutschen Soldaten 1812 in Berührung kamen. Andererseits hat Russlands Unterstützung der preußischen Monarchie, das liberale Bürgertum in Deutschland gegen Russland aufgebracht. Russlands geographische Größe, die einzigartige Mentalität der Menschen und die reiche Kultur haben jedoch alle Betrachter in Deutschland fasziniert.

### Zeit der Sowjetunion
Im Dritten Reich war die Russlandberichterstattung entscheidend von der nationalsozialistischen Ideologie geprägt. Die Bekämpfung des „jüdischen Bolschewismus“ und die Bemühungen der Nationalsozialisten, ihre rassentheoretischen Behauptungen in den Augen der Bevölkerung zu untermauern, ließen die Russlandberichterstattung in der Zeit des Nationalsozialismus zu einem Werkzeug der NS-Propaganda werden, wobei die „Primitivität“ der russischen Lebensweise betont und nicht selten künstlich hochstilisiert wurde. Charakteristisch sind hierfür Dokumentationen der NS-Wochenschau oder die Berliner Ausstellung „Das Sowjet-Paradies“ von 1942.
Während der Epoche des Kalten Krieges berichteten in der Bundesrepublik unter anderem Klaus Bednarz (1977–1982), Rudolph Chimelli (1972–1977), Mario Dederichs (1984–1988), Johannes Grotzky (1983–1989), Joachim Holtz (1984–1990), Norbert Kuchinke (1973–1984), Fritz Pleitgen (1970–1977), Hermann Pörzgen (1956–1976), Gerd Ruge (1956–1959, 1978–1981, 1987–1993), Gabriele Krone-Schmalz (1987–1991) und Leo Wieland (1977–1984) aus Russland. Für das Fernsehen der DDR berichteten Wolfgang Mertin (* 1942) und Hardy Kühnrich (* 1959). Neben den bedeutenden politischen Entwicklungen wie der beginnenden Perestroika, den Konflikten im Kaukasus und den revolutionären Veränderungen im Baltikum und nicht zuletzt in Moskau selbst, standen gegen Ende dieser Epoche auch historische Bezüge (Bednarz Ostpreußen/Kaliningrad-Berichte) sowie Reisereportagen (Gerd Ruge unterwegs) im Mittelpunkt der Berichterstattung, die ein breiteres Bild des Landes von Industrie, Landleben, Natur und Landschaft, aber auch Alltagskultur sowie den „einfachen Leuten“ lieferten. Dabei trat auch das zunehmende Chaos und die Armut, sowie Versorgungsengpässe zum Ende der Sowjetzeit in den Vordergrund, was schließlich in der breiten Spendenkampagne „Helft Rußland!“ (einer Replik auf die 1920er Jahre) mündete. Die Berichte von der Reaktorkatastrophe im ukrainischen Pripjet/Tschernobyl 1986 stärkten nicht nur die heimische Anti-Atomkraftstimmung, sondern führten auch zu jahrelangen Hilfsaktionen der Tschernobyl-Hilfsvereine in Deutschland.

### Postsowjetisches Russland
Zu Russlandkorrespondenten gehörten in der Epoche rund um die Jahrtausendwende u. a. Golineh Atai, Klaus Bednarz, Anja Bröker, Katja Gloger, Ulrich Heyden, Christiane Hoffmann, Udo Lielischkies, Lothar Loewe, Sonia Mikich, Boris Reitschuster, Thomas Roth, Ina Ruck, Dirk Sager, Thomas Urban und Markus Wehner.
In der Russlandberichterstattung in den 1990er-Jahren bestand laut einem Arbeitspapier des Osteuropa-Instituts der Freien Universität Berlin eine Tendenz, „stereotype“ Bilder zu vermitteln, Bedingung dafür seien "negative Nachrichtenfaktoren". Hierbei herrsche nach Angaben der Online-Zeitung Russland.ru zunächst in den 1990er-Jahren das Bild von Armut und Chaos und der kontrastierenden Darstellung der superreichen Oligarchenkaste vor, das bis zur Jahrtausendwende als Russlandbild in den Köpfen „Russland-unerfahrener Deutscher“ überlebt habe. Nach dem wirtschaftlichen Wiedererstarken Russlands, als Belege für dieses Bild vor Ort kaum noch zu finden seien, verlagerte sich der Schwerpunkt der Berichterstattung auf Russlands Defizite bei der Meinungsfreiheit und deren Zurückführung auf die Politik des Kreml. Gemäß dem mittlerweile wegen seiner Lobbytätigkeit für Gazprom umstrittenen Osteuropa-Analysten Alexander Rahr, unterschied sich hierbei das negative Bild der Kremlpolitik seit der Jahrtausendwende von der wesentlich unkritischer gesehenen Politik der russischen Führung der 90er-Jahre. Während die deutschsprachigen Medien so das negative Russlandbild verstärkten, sei die unabhängige Osteuropaforschung weitgehend zurückgefahren worden.
Michail Gorbatschow bemängelte im Jahr 2000, die Russlandberichterstattung in Deutschland sei teilweise oder überwiegend von einer ablehnenden Haltung und mangelnden Differenziertheit geprägt. Später meinte er, Schwierigkeiten und Missverständnisse in der Korrespondententätigkeit kämen hinzu. Insbesondere der Fokus auf Wladimir Putin und die politischen Krisen Russlands in den westlichen Medien zeichne nach Ansicht einiger Kommentatoren ein schiefes Bild der tatsächlichen Verhältnisse in Russland.
Positiv dargestellt sei nach Meinung der Online-Zeitung Russland.news nur der kleine, westlich orientierte Teil der Opposition. Im Georgienkrieg hätten deutsche Journalisten fast ausschließlich über die georgische Seite berichtet und auf Feindbilder aus dem Kalten Krieg zurückgegriffen.
Deutschsprachige Kritiker der Berichterstattung wie die Onlinezeitung russland.NEWS, Gabriele Krone-Schmalz und Alexander Rahr erwähnen die ihrer Ansicht nach mangelnde landeskundliche Kompetenz vieler deutscher Russland-Berichterstatter und den Trend nach Bestätigung negativer Klischees im deutschsprachigen Raum durch ebensolche Nachrichten. Positive Meldungen hingegen gebe es in den großen Medien kaum.
Zur „Korrektur“ des Rufs Russlands ließ Präsident Putin, neben dem im Jahr 2005 aufgestellten Auslandsfernsehsender Russia Today, im Dezember 2013 die Medienholding Russland heute gründen, „um die Effizienz der öffentlichen Medien zu verbessern“ und ein „positives Bild Russlands“ zu vermitteln. Im weiteren Verlauf wurde das Konglomerat schon bald als moderne „Propagandamaschine“ oder ähnlich benannt.

### Berichterstattung seit der Annexion der Krim 2014 und dem Ukrainekrieg ab 2021
Im Verlauf und in Folge der völkerrechtswidrigen Annexion der Krim durch Russland und des russischen Kriegs in der Ukraine seit 2014 wurde zunehmend kritisch über Russland berichtet. Weiterhin wurde berichtet, dass russische Geheimdienste versuchen, mittels gezielter Infiltration durch sogenannte Trolle in sozialen Netzwerken wie Facebook sowie in den Kommentarbereichen vieler Leitmedien die öffentliche Meinung im Ausland zu Gunsten Russlands zu manipulieren. Betroffen waren etwa die Deutsche Welle, Süddeutsche Zeitung, Neue Zürcher Zeitung und viele andere. Wie die Süddeutsche berichtete, seien zu diesem Zweck „Hunderte bezahlte Manipulatoren“ im Einsatz.
Vertreter der Ukraine monierten, dass prorussische Diskutanten im deutschen Fernsehen massiv übervertreten seien: Die Auswertung von 30 Sendungen mit einer Einteilung „Russland- und Ukrainefaktor“ pro Sendung ergab nur für 7 von 30 Sendungen einen Ukraine-Faktor von mindestens 50 Prozent. Zudem stellt die Zusammenfassung fest: „Die Einschränkung des Medienpluralismus in Russland wirkt sich auf die deutsche Berichterstattung über Russland aus, und zwar ähnlich einschränkend wie in Russland selbst.“ Oft waren dieselben Moskau-Korrespondenten auch für die Ukraine-Berichterstattung zuständig, dabei galt europaweit, dass darunter solche waren, die noch nie einen Fuß in die Ukraine gesetzt hatten.
Karl Schlögel schrieb, dass nicht nur auf russischen Pressekonferenzen „Lügen und Demagogie“ Einzug gehalten hätten, sondern, dass russische amtliche Lügen im Westen „talkshowtauglich“ geworden seien; oft gäbe es keine Widerrede, weil die bemühten Moderatoren unter dem Druck der Objektivität stünden, wonach die Wahrheit nicht ermittelbar sei, sondern immer irgendwo in der Mitte liege. Die Medien achteten „mehr denn je auf Äquidistanz, nur um ja nicht in den Verdacht zu geraten, »antirussische Stereotype«“ zu pflegen.
Alan Posener schrieb 2021 zum Verständnis der Medien: „Als Nawalny aber beschloss, sein Leben aufs Spiel zu setzen für die Freiheit in Russland und damit für den Frieden in Europa, da schüttelte man hierzulande den Kopf über ihn wie über Wolodymyr Selenskyj, der in unseren Medien regelmäßig als ‚Ex-Komiker‘ vorgestellt wird, niemals aber als Europas einziger jüdischer Staatschef, weil das der Kreml-Mär widersprechen würde, der ukrainische Patriotismus sei gleichbedeutend mit Antisemitismus.“
Zu Russlandkorrespondenten gehören in der Epoche des Ukrainekrieges unter anderem Frank Aischmann, Jo Angerer, Golineh Atai, Wolfgang Bauer, Andrea Beer, Björn Blaschke, Armin Coerper, Katrin Eigendorf, Konstantin Flemig, Phoebe Gaa, Moritz Gathmann Arndt Ginzel, Katja Gloger, Vassili Golod, Alfred Hackensberger, Ulrich Heyden, Jan Jessen, Annette Kammerer, Udo Lielischkies, Rainer Munz, Tatjana Ohm, Filipp Piatov, Boris Reitschuster, Christoph Reuter, Julian Röpcke, Paul Ronzheimer, Thomas Roth, Ina Ruck, Erhard Scherfer, Steffen Schwarzkopf, Denis Trubetskoy, Christoph Wanner, Markus Wehner, Winand Wernicke und Martha Wilczynski.